# Касела (Ровиго)
Касела је насеље у Италији у округу Ровиго, региону Венето.
Према процени из 2011. у насељу је живело 35 становника. Насеље се налази на надморској висини од -1 м.